# La Peur de la vie
Pour les articles homonymes, voir More Truth Than Poetry.
Pour plus de détails, voir Fiche technique et Distribution.

La Peur de la vie (More Truth Than Poetry) est un film muet américain réalisé par Burton L. King, sorti en 1917.

## Fiche technique
- Titre : La Peur de la vie
- Titre original : More Truth Than Poetry
- Réalisation : Burton L. King
- Scénario : Emma Bell Clifton, Olga Petrova
- Photographie : Harry B. Harris
- Producteur :
- Société de production : Metro Pictures Corporation
- Société de distribution : Metro Pictures Corporation
- Pays de production :  États-Unis
- Langue : Anglais
- Métrage : 1 500 m
- Format : Noir et blanc — 35 mm — 1,33:1 — Muet
- Genre : Film dramatique
- Durée : 50 minutes
- Date de sortie : 
  - États-Unis : 22 octobre 1917

## Distribution
- Olga Petrova : Elaine Esmond / Vera Maitland
- Mahlon Hamilton : Ashton Blair / Blake Wendell
- Charles Martin : Daniel Maitland
- Violet Reed (en) : Florence Grant
- Mary Sands : Grace Danby
- William B. Davidson : Allen Danby
- Tony Merlo : Louis Barrentos
- Harry Burkhardt : Robert Grant